# Nationalstraße 1 (Algerien)

Karte von Südalgerien mit dem Abschnitt In Salah - Tamanrasset - In Guezzam der N1

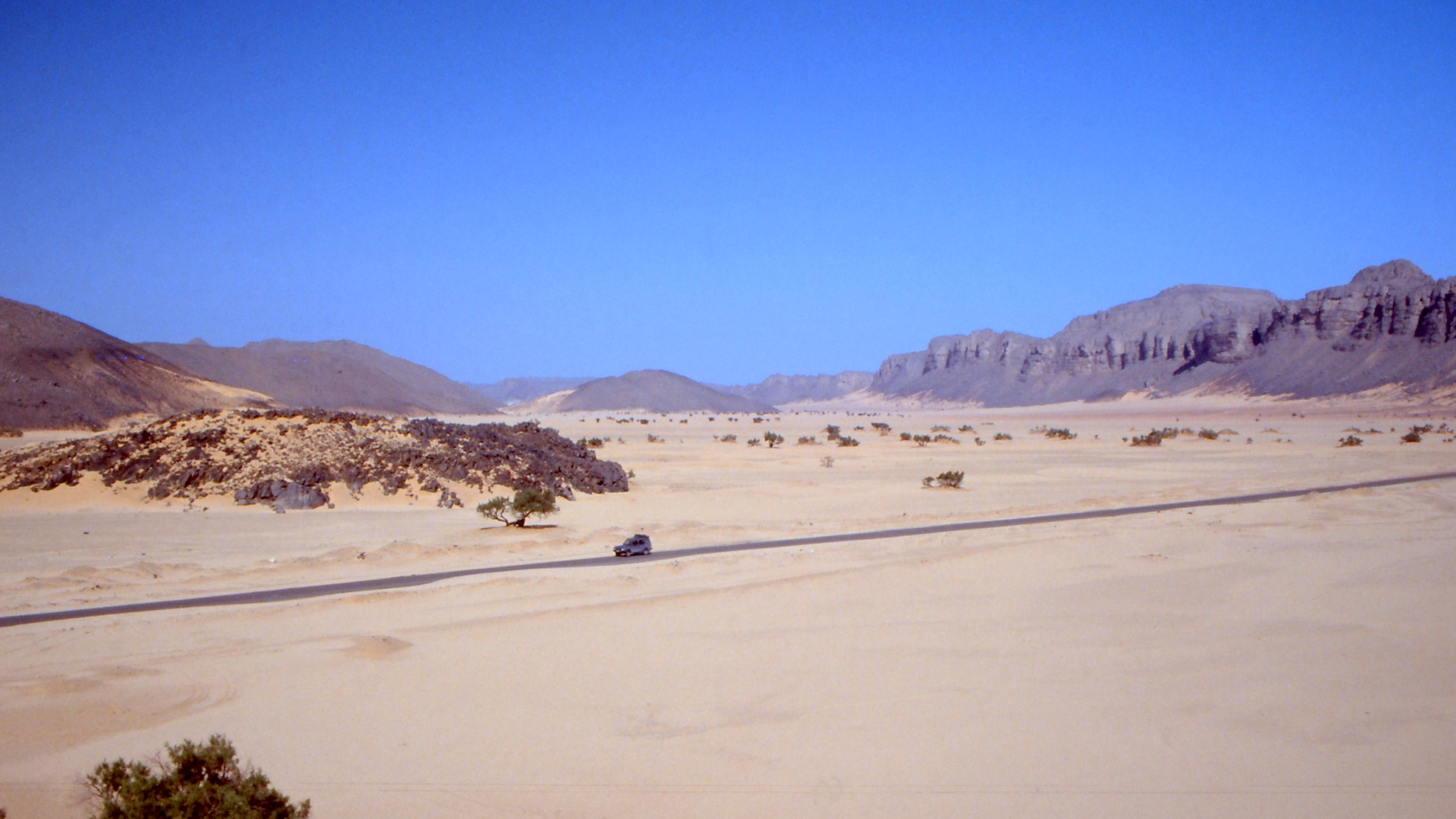
Nationalstraße 1 in der algerischen Sahara

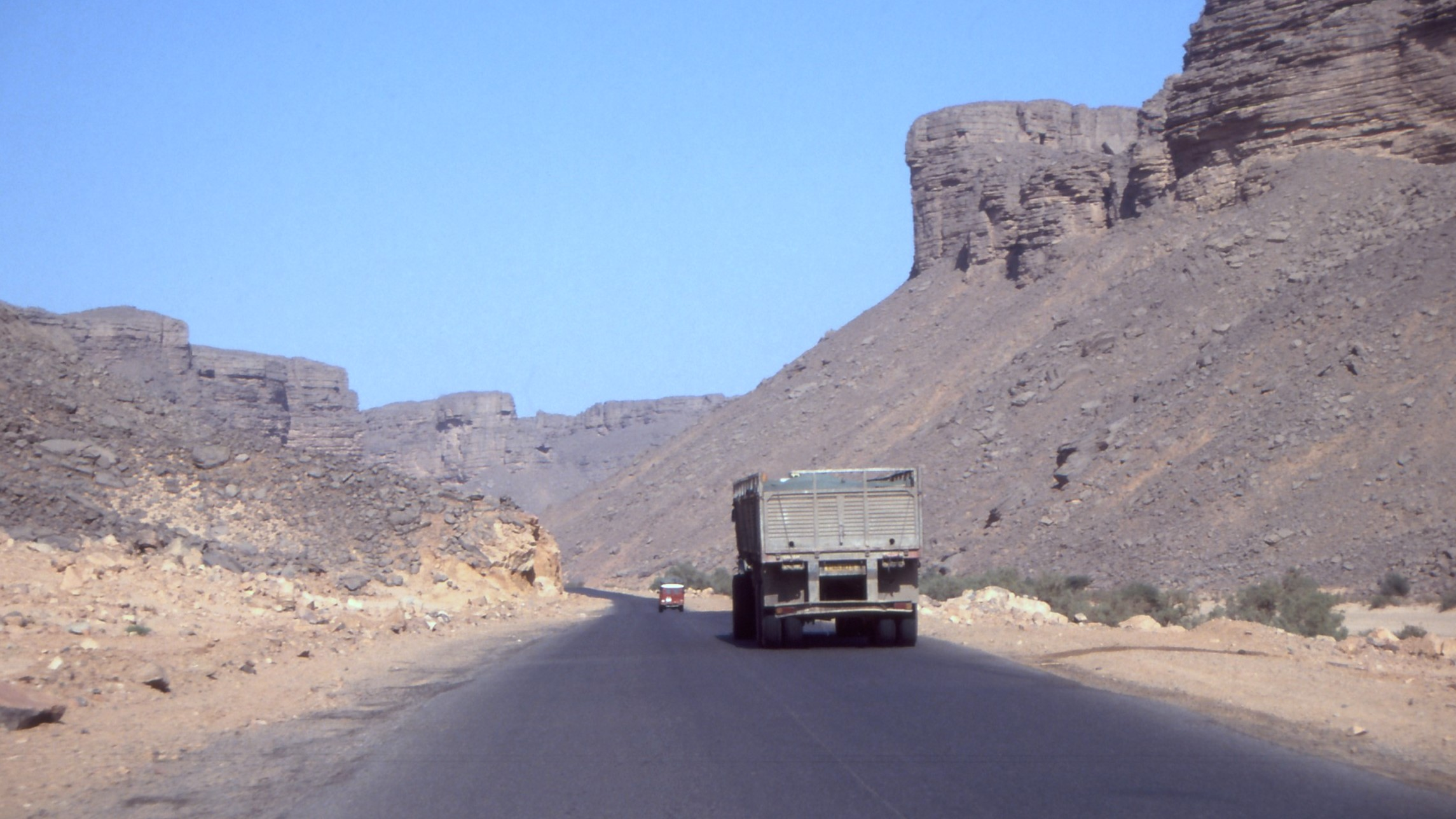
N1 in der Gegend von Arak, zwischen In Salah und Tamanrasset

Die Nationalstraße 1 oder kurz N1 ist eine Fernstraße in Algerien und verläuft in Nord-Süd-Richtung. Ihr nördlicher Endpunkt liegt in der Hafenstadt Algier am Mittelmeer, das südliche Ende befindet sich an der Grenze zu Niger. Sie ist mit einer Länge von über 2300 km die längste durchgehende Straßenverbindung Algeriens und ein Teil des Algier-Lagos-Highways.

## Verlauf
Der erste Teilabschnitt von Algier nach Laghouat hat eine Länge von 394 km. Bis südwestlich von Blida ist die N 1 
autobahnähnlich ausgebaut. Dort zweigt die Nationalstraße 4 in westlicher Richtung ab. Über Medea und Berrouaghia schlängelt sich die Strecke durch den Tellatlas nach Ksar el-Boukharj. Südlich dieser Stadt tritt die Straße aus den Bergen heraus, kreuzt die Nationalstraße 40 und erreicht die Stadt Ain Oussera im nordöstlichen Bereich der Hauts Plateaux. Über Hassi Bahbah verläuft die Fernstraße nach Djelfa, dem westlichen Endpunkt der Nationalstraße 46. Hier endet auch die Bahnstrecke Algier–Djelfa, die eine nahezu parallele Streckenführung aufweist. Djelfa liegt 1282 m über dem Meeresspiegel am Nordrand der Monts de Ouled Naïl, die auf dem Weg nach Aïn el Bell durchquert werden, bevor die Strecke in südwestlicher Richtung durch den Saharaatlas die Stadt Laghouat in einer Höhe von 792 m erreicht, den östlichen Endpunkt der Nationalstraße 23.
Der 218 km lange Abschnitt zwischen Laghouat und dem Abzweig der Nationalstraße 49 südöstlich von Ghardaia bildet einen Teil der Hauptstraßenverbindung zwischen der westlichen Mittelmeerküste mit der Hafenstadt Oran und dem Östlichen Großen Erg. In diesem Abschnitt führt die Straße durch die Orte Tilrempt und Berriane.
Auf dem 245 km langen Abschnitt zwischen der Kreuzung mit der N 49 und El Ménia liegen mit Hassi Fahl, Gouiret Moussa und Hassi Saflet Iniguel nur einige Oasen.
Die Nationalstraße 61 zweigt 63 km südlich von El Ménia ab und führt zur rund 250 km weiter westlich in ähnlicher Richtung verlaufenden Nationalstraße 6, die von Oran nach Mali führt. Der Abschnitt nach In Salah über das Plateau du Tademaït hinweg hat eine Länge von 400 km.
Von hier aus sind es noch rund 1000 Kilometer bis nach In Guezzam an der nigrischen Staatsgrenze nördlich von Assamaka. Die Strecke führt über Arak und Tamanrasset, wobei sie das Ahaggar-Gebirge am westlichen Rand streift. 